# I Don’t Wanna Cry
«I Don’t Wanna Cry» — песня, написанная американской певицей Мэрайей Кэри и Нарада Майклом Уолденом, а также спродюсированная Уолденом для дебютного альбома певицы — Mariah Carey 1990 года. Баллада была издана в качестве четвёртого сингла альбома во второй четверти 1991 года. Песня стала ещё одним хитом номер один в США для Мэрайи, но в других странах потерпела коммерческую неудачу. Как и предыдущие синглы альбома Mariah Carey, песня получила награду — «BMI Pop Award».

## Композиция и запись
«I Don’t Wanna Cry» стала первой песней Мэрайи не сонаписанной с Беном Маргулисом. Когда она и Уолден написали песню, Мэрайя была потрясена, потому что песня была явным хитом радиостанций. Из-за плохих событий во время создания песни и потому что Мэрайя не чувствовала в песне точного смысла, певица заявила в одном из интервью для канала MTV, что ей не нравится песня и она поет её так редко, насколько это возможно. Мэрайя хотела стать сопродюсером песни, но просьбы были отклонены Sony/Columbia — её лейблом на то время. Она часто боролась с Уолденом в студии относительно создания песни, и как результат, Уолден выступил с наименьшим количеством песен, спродюсированных для дебютного альбома певицы. Walter Afanasieff — протеже Уолдена на то время сказал, что Уолден сонаписал и спродюсировал песню, и, взяв права на часть песни, покинул сотрудничество, предоставив ему работу с Мэрайей.

## Дебют в чартах
Песня «I Don’t Wanna Cry» стала четвёртым хитом #1 в чарте Billboard Hot 100 в США, сделав Мэрайю второй певицей (но первой девушкой, и первой сольной певицей) после группы The Jackson 5, чьи первые четыре сингла стали лидерами чарта Hot 100. Mariah Carey стал рекордным альбомом: каждый сингл, изданный с альбома, становился лидером чартов США. «I Don’t Wanna Cry» занял первую строчку чарта на восьмой неделе и провел на вершине 2 недели с 19 мая по 1 июня 1991 года. Сингл сместил с первого места песню «I Like the Way (the Kissing Game)» группы Hi-Five, и был смещён группой Extreme с песней «More Than Words». Песня стала третьим хитом #1 в чарте Billboard Adult Contemporary chart. Она оставалась в списке лучших 40 песен в чарте Hot 100 в течение 13 недель, и стала одним из четырёх синглов, вошедших в завершающий список песен 1991 года, под номером 26.
За пределами США сингл был наименее успешен, чем предыдущие песни с альбома Mariah Carey. Как и «Someday», четвёртому синглу не удалось войти в список лучших 40 песен Австралии, и он стал первым синглом не вошедшим в лучшую пятёрку в Канаде, но все же появился в лучшей 10-ке. «There's Got to Be a Way» был издан в качестве четвёртого сингла в Великобритании вместо «I Don’t Wanna Cry».

## Видео
Видеоклип, режиссёром которого стал Larry Jordan, начинается со сцены, где Мэрайя находится в тёмном доме, окруженном полями Среднего Запада, и размышляет об испорченных отношениях.
Часть из альтернативной версии видеоклипа была издана в DVD/VHS форматах в выпуске «The First Vision» 1991 года, оригинальная и более известная версия была включена в DVD/VHS сборник клипов Мэрайи — «#1’s» 1999 года.
Версия клипа 1991 года имела некоторые тона сепии, которые были заменены и удалены к выпуску видео на DVD носителе, и видеоклип стал единственной работой, включенной в список композиции сборника «#1’s», потому что певица стыдилась трех предыдущих видеоклипов на песни «Vision of Love», «Love Takes Time» и «Someday».

## Список композиций
CD-сингл для США (Кассетный сингл/7" сингл)
1. «I Don’t Wanna Cry» (Альбомная версия)
2. «You Need Me» (Альбомная версия)

CD-промосингл для США
1. «I Don’t Wanna Cry» [Радио версия] 4:25
2. «I Don’t Wanna Cry» [Альбомная версия] 4:49

## Позиции в чартах
| Страна, чарт (1991)          | Высшее место |
| ---------------------------- | ------------ |
| Австралия Singles Chart      | 49           |
| Канада Singles Chart         | 7            |
| Израиль Singles Chart        | 11           |
| США ARC Weekly Top 40        | 1            |
| США Billboard Hot 100        | 1            |
| США Hip-Hop Singles & Tracks | 2            |
| США Adult Contemporary       | 1            |

## Кавер-версии
«I Don’t Wanna Cry» был издан в качестве iTunes сингла от Jason Castro из телепередачи American Idol (7 сезон), для которой он подготовил песню в течение седьмого сезона шоу.